# 水浴する女 (レンブラント)

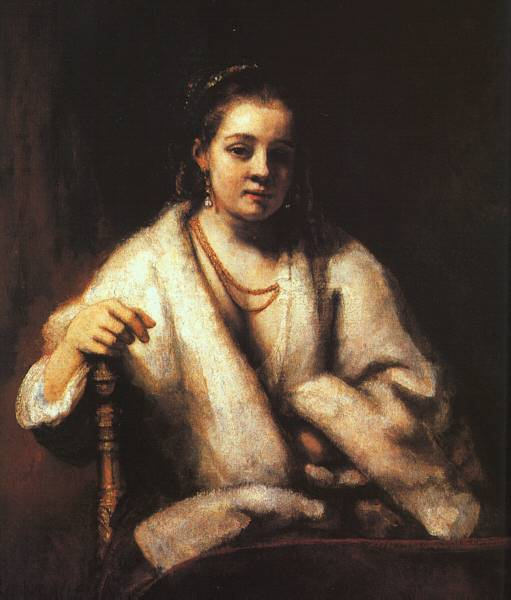
本作品とほぼ同時期に描かれた『ヘンドリッキエ・ストッフェルドホテル・ヤーヘルの肖像』。ナショナル・ギャラリー所蔵。

『水浴する女』（すいよくするおんな、蘭: Badende vrouw, 英: A woman bathing in a stream）は、オランダ黄金時代の巨匠レンブラント・ファン・レインが1654年に制作した絵画である。油彩。レンブラントを代表する作品の1つで、モデルはしばしば画家の若い愛人ヘンドリッキエ・ストッフェルドホテル・ヤーヘルと考えられているが、主題については諸説あって一致を見ない。バテシバやスザンナといった『旧約聖書』のヒロインとする説のほかに、ギリシア神話の女神アルテミス（ローマ神話のディアナ） あるいはカリストとする説もある。これらの聖書や神話の女性はいずれも水浴するエピーソードを持っているため、本作品の主題となった可能性はあるが確証はない。
現在はロンドンのナショナル・ギャラリーに所蔵されており、同美術館の初期のコレクション形成において重要な貢献を果たしたウィリアム・ホルウェル・カーの35点の絵画コレクションに由来している。

## 作品
白いシフトドレスをまとった女性が小川の中に立っている。彼女は濡れないようにドレスの裾をつかんでたくし上げているので、両脚が水面に映し出されている。その仕草は無防備であり、画家と親密な関係にあることを思わせる。前に歩いたのだろう、小さな波が足元の水面に立ち、水を感じた彼女は微笑みながら下を見つめている。右からの穏やかな光が彼女のふくよかな身体を照らしている。彼女は髪をバックでまとめ、ほつれた巻き毛と小さなイヤリングが頬をくすぐっている。胸元が開けたシフトドレスは彼女の胸をほとんど露わにしており、今にも肩から滑り落ちそうに見える。背後の岸辺には彼女のものと思われる豪奢な深紅と金のブロケードが折り重なるように置かれている。レンブラントはシフトドレスを厚いストロークとすばやいタッチでペイントしている。また衣装の裾、右腕、左肩などいくつかの部分は未完成に見えるが、レンブラントは画面左下に署名し日付を記している。

### 主題
主題は不明である。女性の背後に豪奢な織物の衣服が置かれていることから、神話または聖書に登場するヒロインを描いた絵画の素描または習作であることが示唆されている。しかしレンブラントは絵画の中に女性の属性を明示するアットリビュートや物語の場面を特定できるものを描いていない。最も可能性が高いのは『旧約聖書』「サムエル記」で語られているバテシバを描いた傑作『ダビデ王の手紙を手にしたバテシバの水浴』（Bathseba met de brief van koning David）の準備習作である。バテシバはダビデ王に仕える将軍ウリヤの妻で、水浴している様子を目撃したダビデ王によって不貞の関係を要求されるというエピソードで知られる。ルーヴル美術館の絵画ではバテシバが座り、本作品では女性が立っているという違いはあるが、両作品の間には多くの共通点が指摘されている。どちらも1654年に描かれ、豪華な織物が置かれた、水辺の近くにいる女性を描写している。また2人の女性像は身体的特徴が似ており、ともに赤褐色の髪を持ち、顔の丸い額と鼻の特徴も似ている。加えてどちらの作品も舞台設定が曖昧であり、女性像も鑑賞者の方を見ておらず、彼女たちの内面を描写することに重点が置かれている。しかし、本作品を絵画の準備素描ないし習作と見なすには疑問が残る。両作品は大きく異なっているし、本作品をもとにして完成したと思われる絵画も確認されていない。またレンブラントは大規模な絵画を準備する際に油彩画という手法を採らなかった。

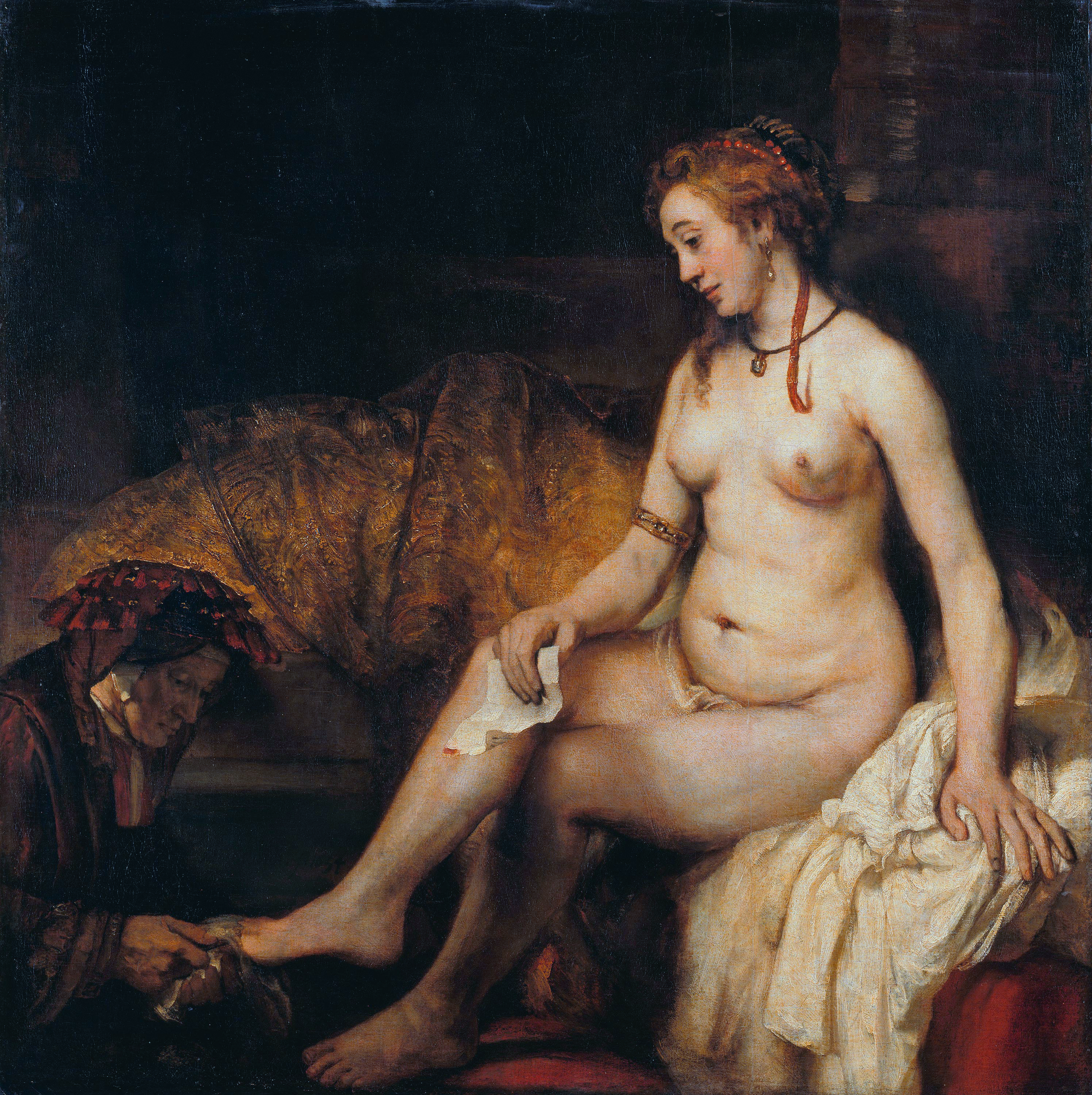
レンブラントが同じ年に制作した、自らの倫理観と向き合うバテシバの葛藤を描いた傑作『ダビデ王の手紙を手にしたバテシバの水浴』。バテシバのモデルはヘンドリッキエと考えられている。ルーヴル美術館所蔵。

一方、ドイツの美術史家クリスティアン・テュンペルは1986年に『旧約聖書』「ダニエル書」に登場するスザンナと考えた。あるいはギリシア神話の女神アルテミス（ディアナ）とする説も唱えられた。スザンナは水浴びをしている最中に2人の長老から不貞の関係を要求される。またアルテミスは水浴びの最中に狩人のアクタイオンに裸体を目撃され、残酷な方法で報復する。図像学的な観点からの指摘もある。1987年、ヤン・ファン・デル・ワールス（Jan Van der Waals）は、衣服の裾を持ち上げる女性のモチーフが古代彫刻の影響を受けたジョヴァンニ・フェデリコ・グロイテル（Giovanni Federico Greuter）の版画から来ていると指摘した。

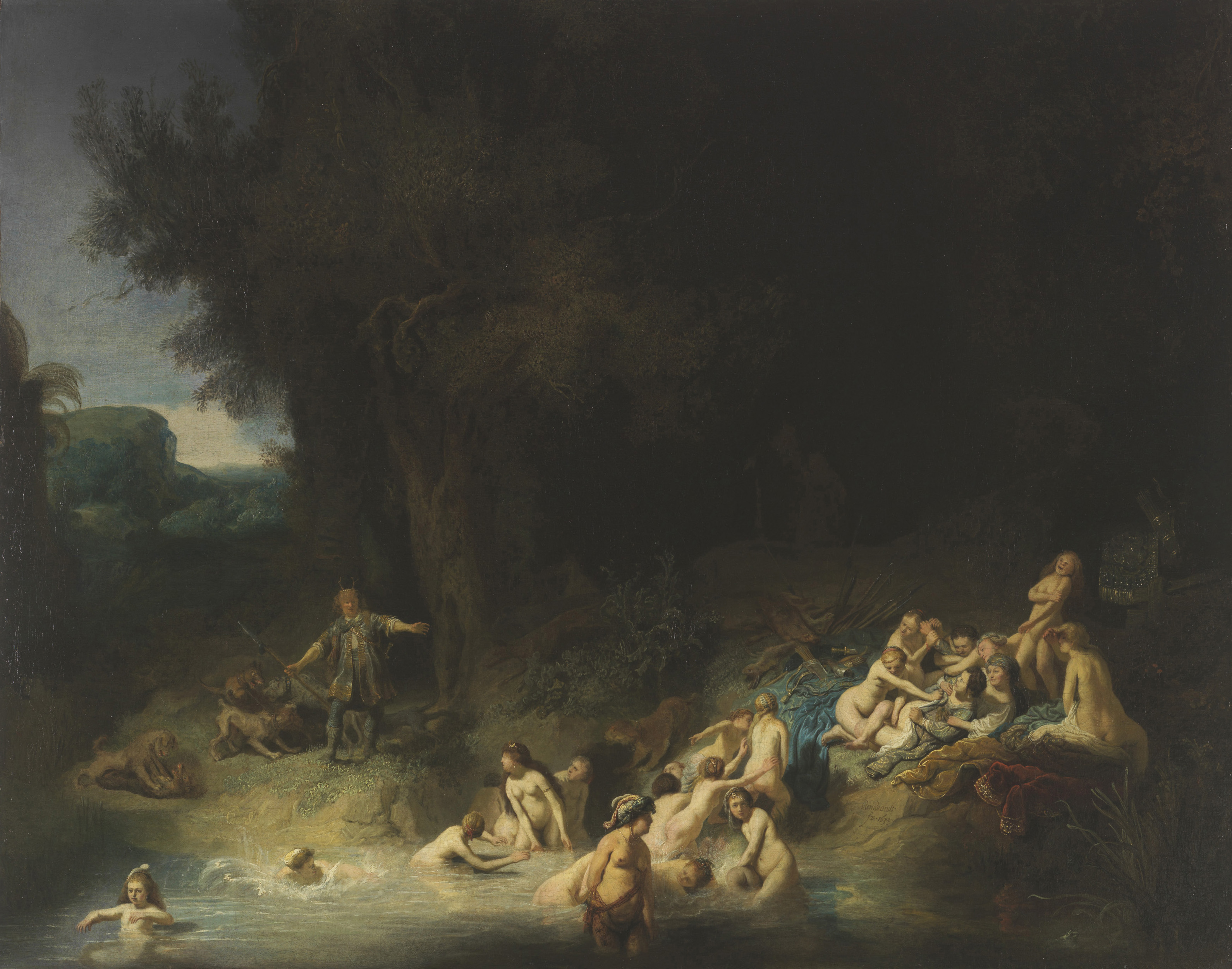
レンブラントの1634年の作品『アクタイオンとカリストのいるディアナとニンフの水浴』。仲間の従者たちに取り押さえられたカリストは服を着た姿で描かれている。

これに対してヤン・レヤ（Jan Leja）はバテシバ、スザンナ、アルテミス（ディアナ）を本作品の主題とする説を否定し、衣服をたくし上げる女性像をアルテミスの従者であり、ゼウス（ローマ神話のユピテル）の子アルカスを身ごもったカリストとして解釈できると主張した（1996年）。レンブラントは聖書や神話に登場する女性像を描くとき、豪奢な服装をまとった女性あるいは裸婦で示すのが常であった。ヤン・レヤがカリストであると主張したのはまさにこの点にあった。これらの聖書や神話のヒロインは水辺で描かれる際は必ず裸婦として描かれるのに対して、カリストは妊娠した腹部をさらされ、アルテミスに厳しく非難されるという物語のために衣服を着た姿で描かれる。実際にレンブラント自身も1634年の『アクタイオンとカリストのいるディアナとニンフの水浴』（Diana Bathing with her Nymphs with Actaeon and Callisto）でカリストを服を着た姿で描いている。しかしレンブラントの新旧の『バテシバ』と同様に、かつての作品に比べて本作品の舞台設定は曖昧であり、少なくとも絵画の中にアットリビュートと言えるものは描かれていない。しかしそのことが作品のプライベートな性格を強めている。おそらくこの絵画は、レンブラントがモデルをただ知っているだけでなく、深い愛情を感じており、どこかはっきりと分からない小川で無防備に喜び合うひとときを彼女と過ごしたことを示している。このモデルをレンブラントの愛人で、当時28歳だったヘンドリッキエと考えるのは説得力がある。亡き妻サスキアの遺言によって彼らはおたがいの関係を結婚という形で公にすることができなかった。そして本作品と『ダビデ王の手紙を手にしたバテシバの水浴』が描かれたこの年に、ヘンドリッキエはレンブラントの娘コーネリアを妊娠し、公的に厳しく非難されたのだった。この点についてヤン・レヤはヘンドリッキエの妊娠とカリストの主題との間に関連性があることを指摘している。

## 来歴

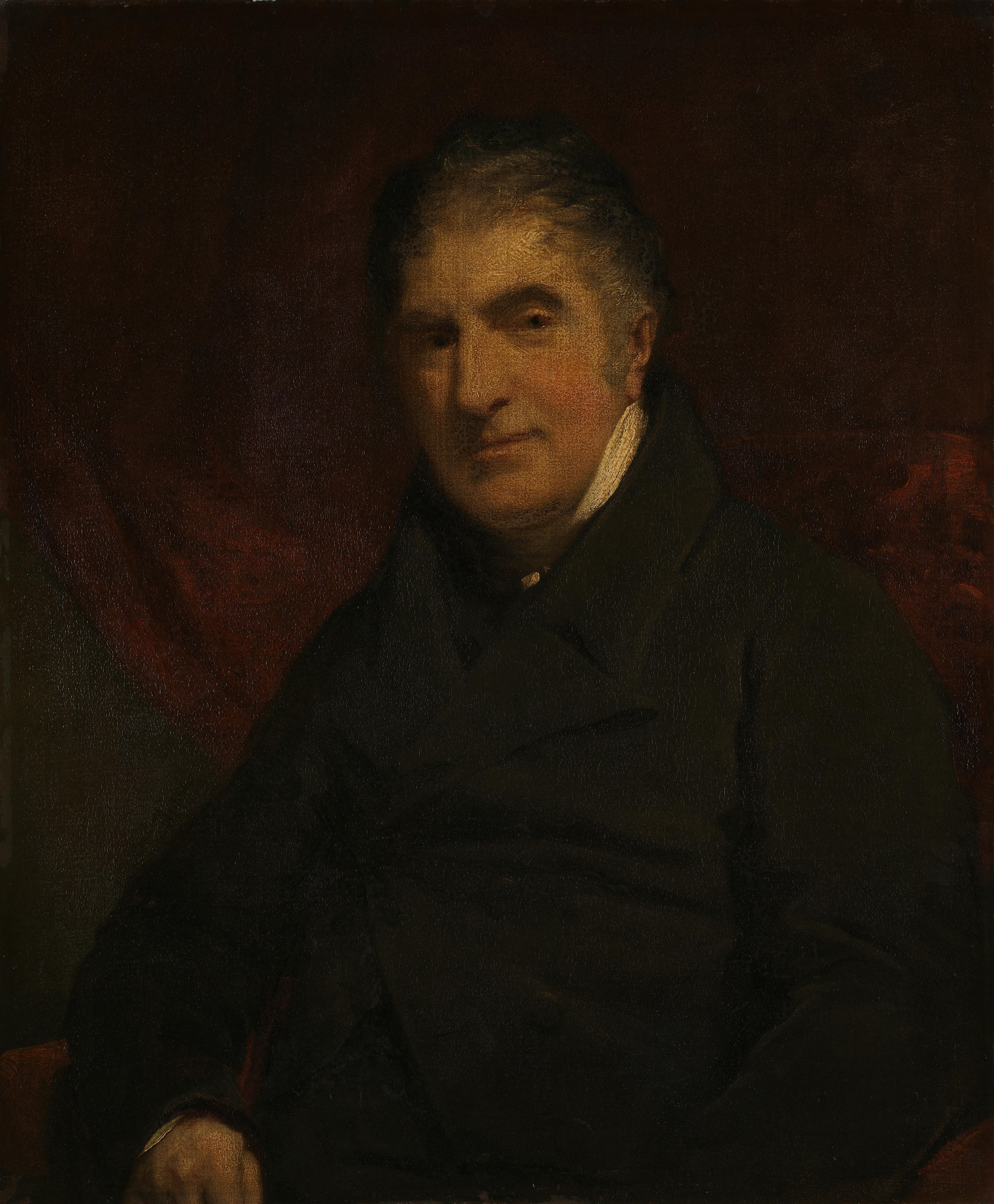
本作品の所有者ウィリアム・ホルウェル・カー。ジョン・ジャクソンによる1827年の肖像画。ナショナル・ギャラリー所蔵。

本作品の来歴はほとんどが謎に包まれている。同一の作品と思われるレンブラントの絵画が最初に歴史に登場するのは18世紀のイギリス、ロンドンである。所有者はアンドリュー・ヘイ（Andrew Hay）という人物で、1739年5月4日に彼のコレクションがロンドンで販売されたとき、カタログにレンブラントの『入浴する女性』（A woman going in bath）という作品がエントリーされた。売りに出された絵画はその日のうちに購入者が現れて売却されている。
絵画が19世紀にはグウィディア男爵家のコレクションとして、リンカンシャー、ボーンのグリムソープ城にあったことは確かである。ただし1812年のグリムソープ城の絵画目録には本作品の記載がないため、おそらくそれ以降に取得したと思われる。最初の確実な記録は所有者の死後の1829年5月9日にコレクションが売却された際の販売記録であり、このとき絵画を購入したのがウィリアム・ホルウェル・カーであった。それはカーの死去の前年（1830年）のことであり、死の翌年に絵画はカーのコレクションの一部としてナショナル・ギャラリーに遺贈された。

## ギャラリー
ウィリアム・ホルウェル・カーのコレクションからナショナル・ギャラリーに入った絵画は以下のような作品がある。

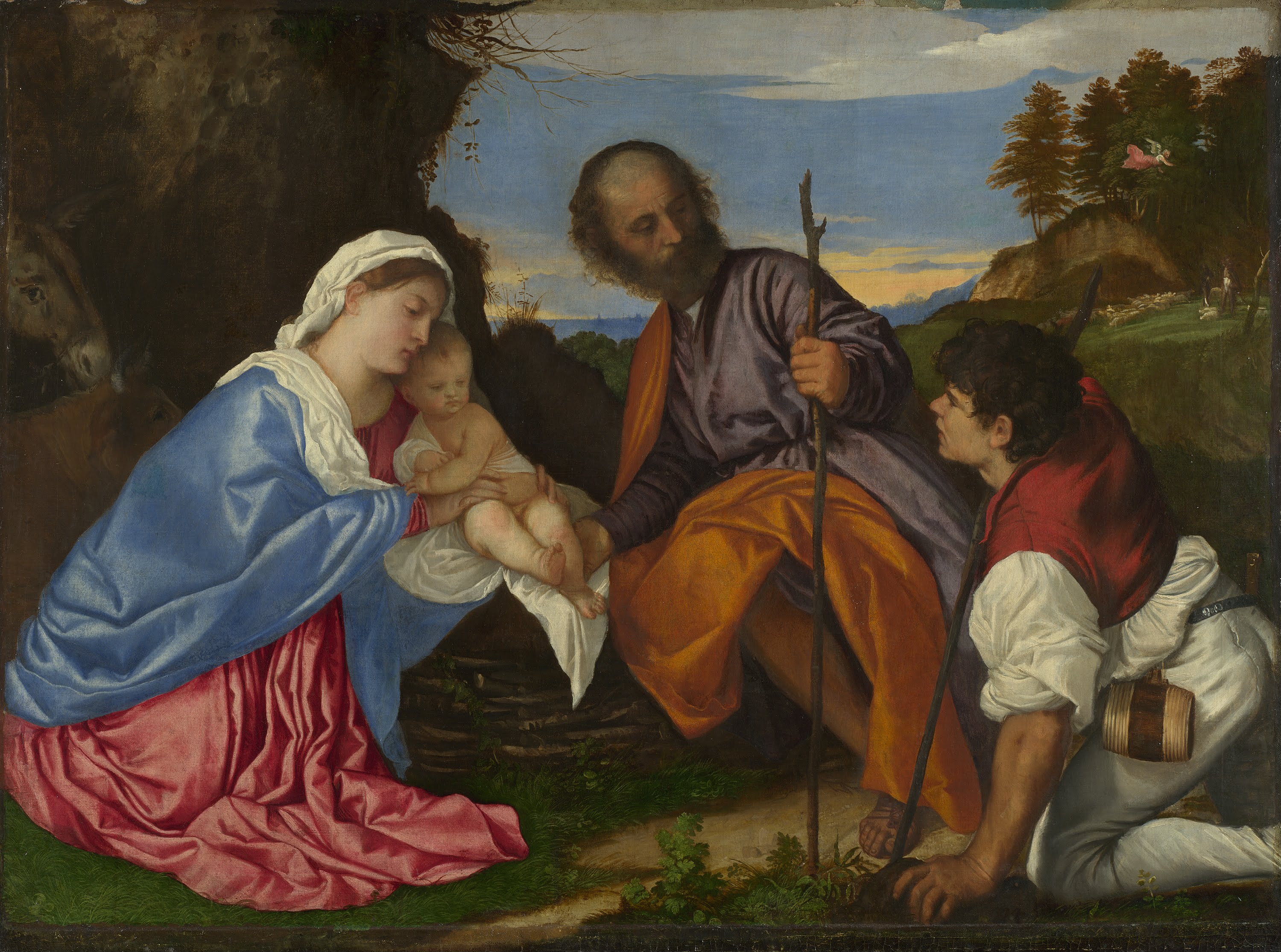
ティツィアーノ・ヴェチェッリオ『聖家族と羊飼い』1510年
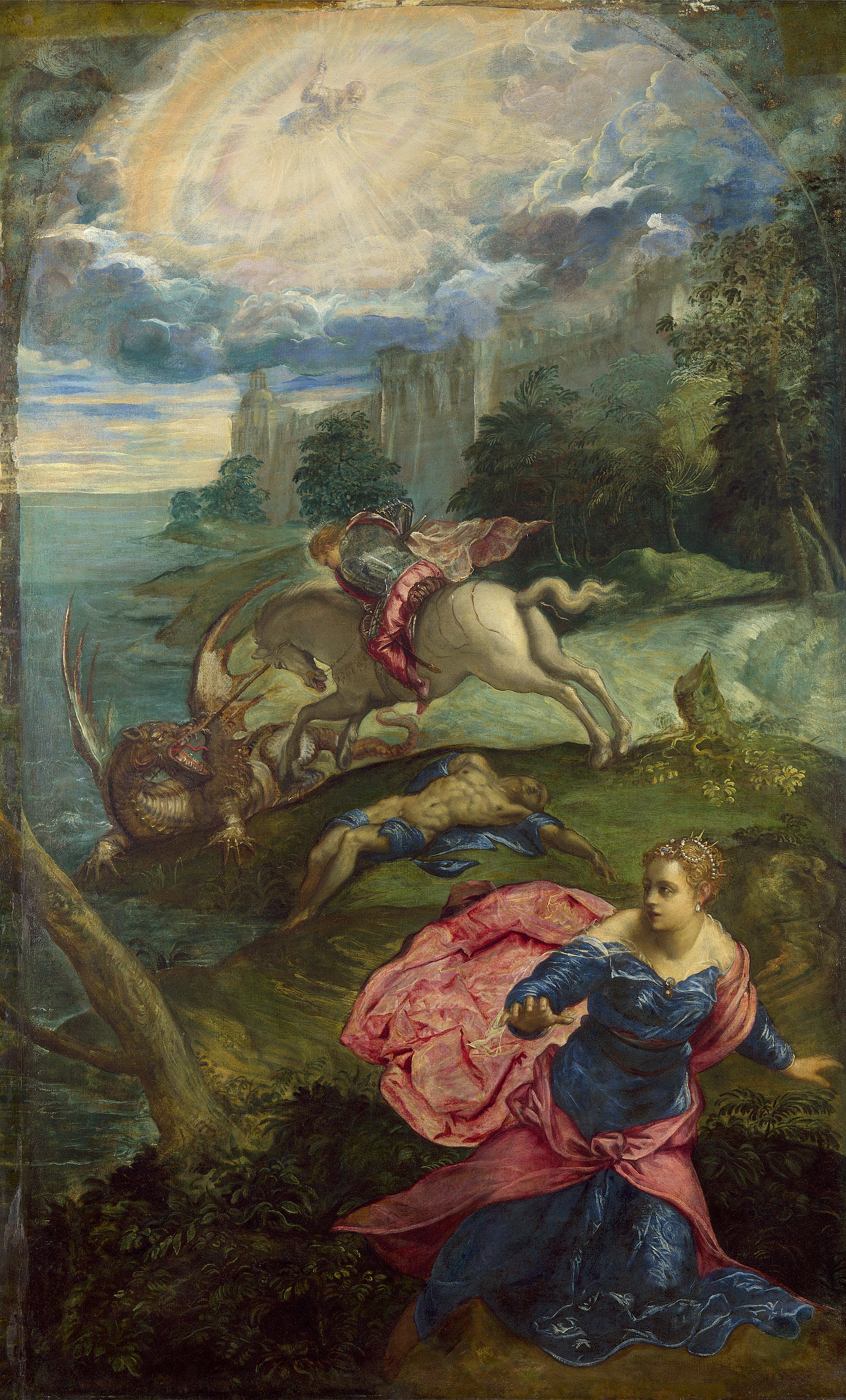
ティントレット『聖ゲオルギウスと竜』1558年
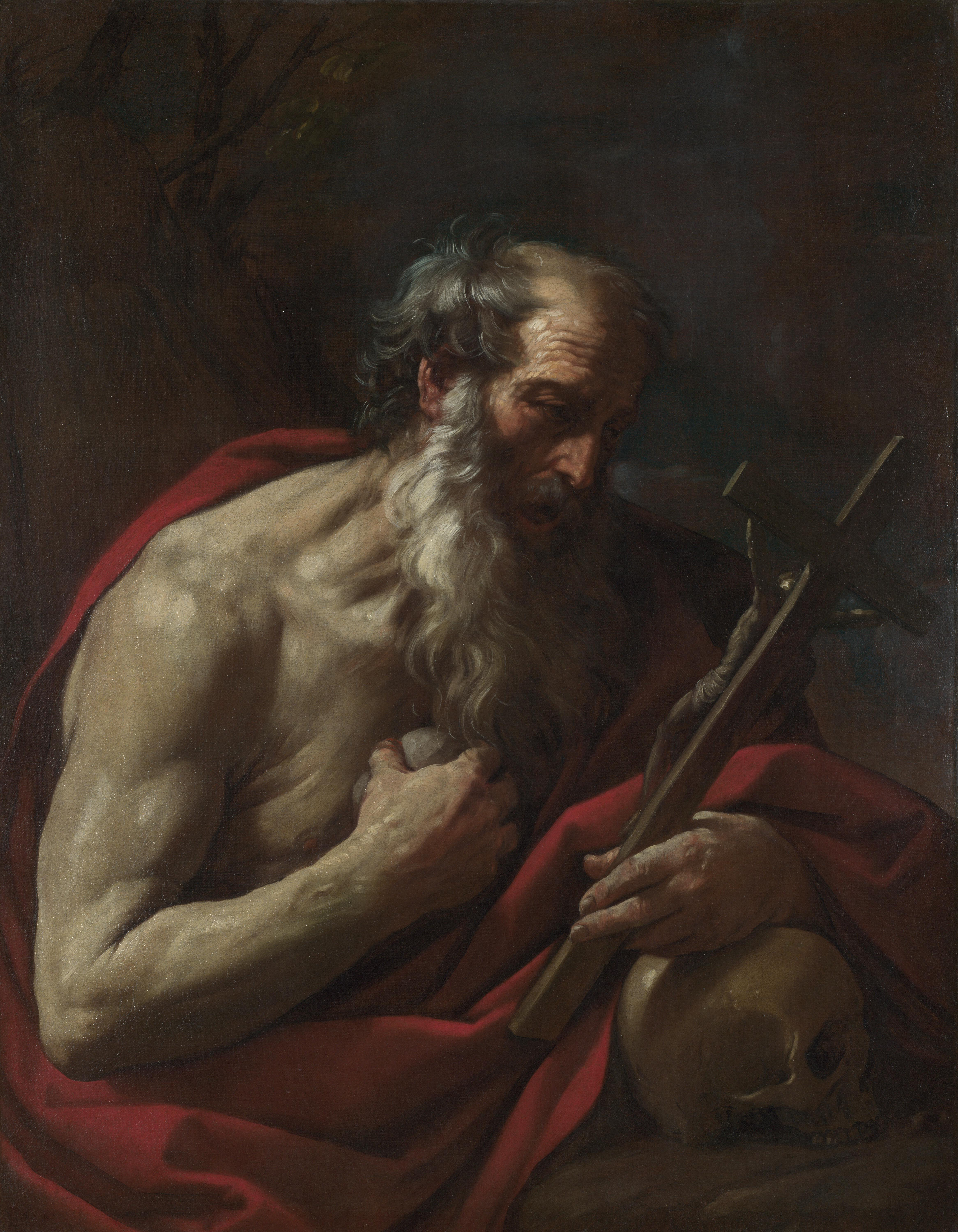
グイド・レーニ『聖ジェローム』1625年-1626年
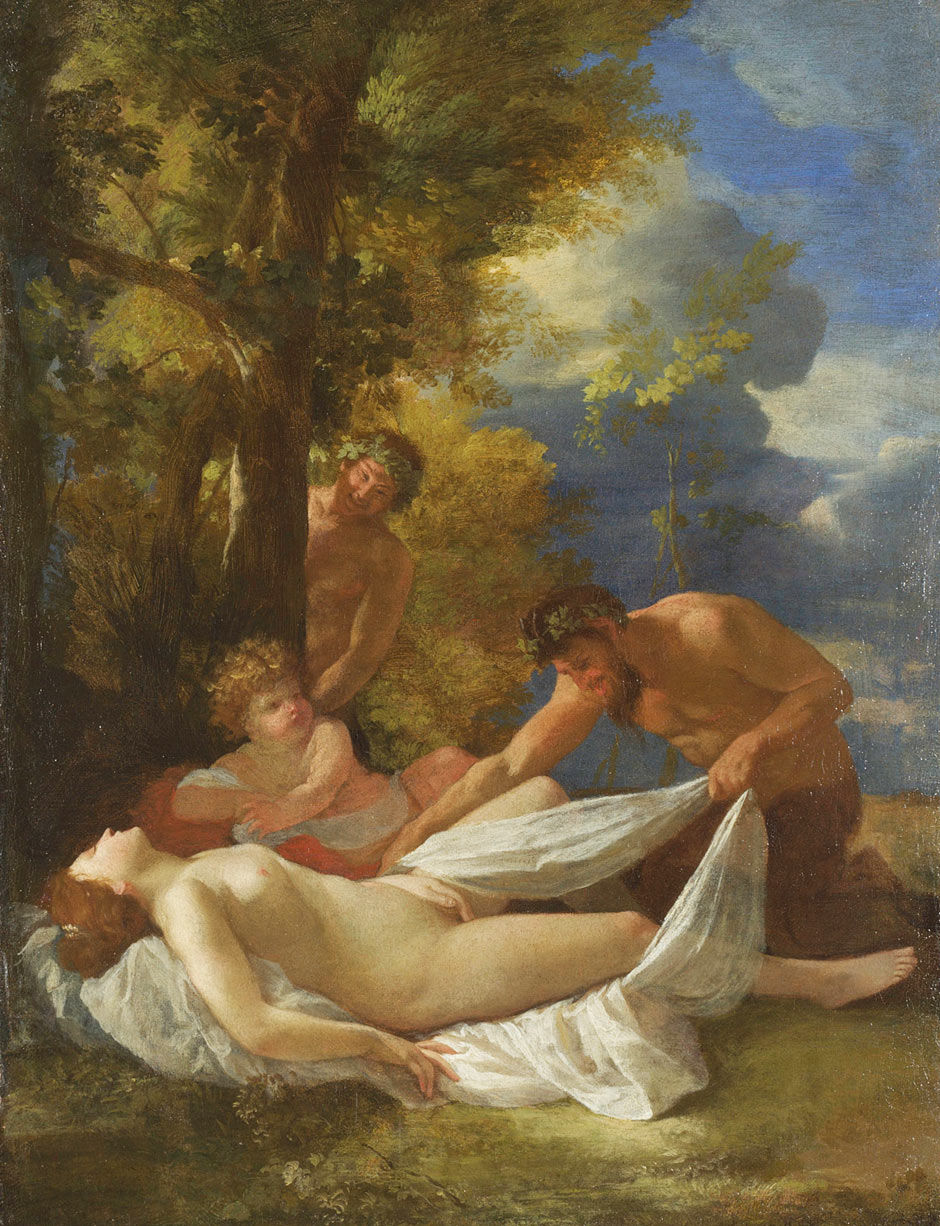
ニコラ・プッサン『ニンフとサテュロス』1627年頃